# نادکاپ شریف
نادکاپ شریف یک مسابقه که از سال ۱۳۸۵ در سطح ملی توسط دانشگاه صنعتی شریف برگزار می‌گردد.

## ساختار و هدف
این مسابقه با شرکت دانش آموزان از حدود یکصد شهر ایران در بیش از ۵۰ رشته متنوع برگزار می‌شود.
مسابقه به شکل علمی آموزشی است هدف مسابقه این است که دانش آموزان در حین مسابقه به تمرین خود اتکایی و اعتماد به نفس پرداخته و از یادگیری بازی محور و مسابقه محور لذت ببرند.
این مسابقات در حوزه علوم نوین با رویکرد جهانی STEAM و PBL یا همان یادگیری پروژه محور و با هدف ایجاد و بروز خلاقیت و تمرین و کار گروهی طراحی و اجرا شده‌است.
معروفترین بخش‌های این مسابقه هوافضا، رباتیک، نانو، زیست فناوری، آینده پژوهی، طراحی سه بعدی، کمیکار، برنامه‌نویسی و… است.

## حامیان
حامیان مسابقه عبارتند معاونت پژوهشی دانشگاه صنعتی شریف، معاونت متوسطه وزارت آموزش و پرورش، کانون پرورش فکری، معاونت علمی ریاست جمهوری، بسیج دانش آموزی، شهرداری تهران و … بوده‌اند.

## جوایز
مراکز علمی و آکادمیک داخلی و خارجی معمولاً از برندگان مسابقات حمایت می‌کنند و جوایزی در قالب حمایت‌های مالی و معنوی به برندگان اهدا می‌کنند.

## تاریخچه مسابقات نادکاپ
| دوره         | سال برگزاری   | محل برگزاری                                 | تعداد دانش آموزان شرکت کننده |
| اول          | مهر ۱۳۸۵      | تهران، مجتمع آموزشی فجر دانش، شهرک غرب      | ۵۰نفر از ۳ شهر کشور |
| دوم          | آبان ۱۳۸۶     | تهران، ورزشگاه شهدای طرشت، جنب دانشگاه شریف | ۱۲۰نفر از ۴شهر کشور |
| سوم          | آبان ۱۳۸۷     | تهران، سالن فدک، فرهنگسرای بهمن             | ۱۷۰نفر از ۷۰شهر کشور |
| چهارم        | اسفند۱۳۸۷     | شیراز، مجتمع آموزشی ناصریان، خیابان ارم     | ۲۰۰نفر از ۵شهر ایران و شهر دوبی |
| پنجم         | اردیبهشت ۱۳۸۸ | کرج، مجتمع ورزشی سیدالشهدا، جهانشهر کرج     | ۲۰۰نفر از ۵شهر کشور |
| ششم          | مرداد ۱۳۸۸    | شیراز، دانشگاه صنعتی شیراز                  | ۳۵۰نفر از ۱۱شهر کشور |
| هفتم         | شهریور ۱۳۸۸   | تهران، کانون پرورش فکری                     | ۱۳۰۰نفر از ۲۵شهر کشور |
| هشتم         | اسفند ۱۳۸۸    | اصفهان، مجتمع دانش آموزی شهید چمران         | ۱۲۰۰نفر از ۲۳شهر کشور |
| نهم          | اردیبهشت ۱۳۸۹ | هم زمتن در شیراز و گرگان                    | ۸۰۰نفر از ۱۱شهر کشور |
| دهم          | اسفند ۱۳۸۹    | تهران، فرهنگسرای رازی                       | ۲۰۰۰نفر از ۳۵شهر کشور |
| ولنگونگ۱     | فروردین ۱۳۹۰  | دوبی، دانشگاه ولنگوگ                        | ۱۰۰تیم از ایران و امارات |
| یازدهم       | شهریور ۱۳۹۰   | شیراز، مرکز نمایشگاه‌های بین‌المللی           | ۱۶۰۰نفر از ۲۵شهر کشور |
| دوازدهم      | اسفند ۱۳۹۰    | تهران، کانون پرورش فکری                     | ۲۵۰۰نفر از ۴۲شهر کشور |
| ولنگونگ۲     | اردیبهشت ۱۳۹۱ | دوبی، دانشگاه ولنگوگ و کلوپ ایرانیان        | ۲۵۰۰نفرازایران، عمان، هندوعربستان |
| سیزدهم       | شهریور ۱۳۹۱   | قم، مجتمع امام خمینی                        | ۱۵۰۰نفر از ۳۰شهر کشور |
| چهاردهم      | اسفند ۱۳۹۱    | تهران، دانشگاه صنعتی شریف                   | ۲۵۰۰نفر از ۵۰شهر کشور |
| پانزدهم      | شهریور ۱۳۹۲   | اصفهان، دانشگاه اصفهان                      | ۸۰۰نفر از ۳۰شهر کشور |
| شانزدهم      | اسفند ۱۳۹۲    | تهران، دانشگاه صنعتی شریف                   | ۲۵۰۰نفر از ۷۰شهر کشور |
| ولنگونگ۳     | اردیبهشت ۱۳۹۳ | دوبی، دانشگاه ولنگوگ                        | ۱۰۰تیم از ایران و امارات |
| هفدهم        | شهریور ۱۳۹۳   | ساری، دانشگاه آزاد اسلامی                   | ۸۰۰نفر از ۳۰ شهر کشور |
| هجدهم        | اسفند ۱۳۹۳    | تهران، دانشگاه صنعتی شریف                   | ۲۰۰۰نفر از ۱۰۰ شهر کشور |
| نوزدهم       | اسفند ۱۳۹۴    | تهران، دانشگاه صنعتی شریف                   | ۲۵۰۰نفراز ۱۰۰شهر کشور |
| بیستم        | اسفند ۱۳۹۵    | تهران، دانشگاه صنعتی شریف                   | ۳۰۰۰نفراز ۱۰۰شهر کشور |
| بیست و یکم   | شهریور ۱۳۹۶   | تهران، دانشگاه صنعتی شریف                   | ۱۷۰۰نفراز ۱۰۰شهر کشور |
| بیست و دوم   | اسفند ۱۳۹۶    | تهران، دانشگاه صنعتی شریف                   | بیش از ۲۵۰۰ نفراز ۹۲ شهر کشور |
| بیست وسوم    | اسفند ۱۳۹۷    | تهران، دانشگاه صنعتی شریف                   | بیش از ۲۸۰۰ نفراز ۱۱۰ شهر کشور |
| بیست و چهارم | اسفند 1398    | تهران، دانشگاه صنعتی شریف                   | با وجود ثبت نام بیش از 3000 نفر و آمادگی کامل برای برگزاری مسابقات، یک هفته قبل از برگزاری، به دلیل پاندمی کرونا، و ممنوعیت برگزاری تجمعات لغو گردید. |